# Фонте дел Черо III (Кампобасо)
Фонте дел Черо III је насеље у Италији у округу Кампобасо, региону Молизе.
Према процени из 2011. у насељу је живело 25 становника. Насеље се налази на надморској висини од 647 м.